# Maman, j'ai encore raté l'avion !
Série Home Alone
Maman, j'ai raté l'avion !
(1990) Maman, je m'occupe des méchants !
(1997)
Pour plus de détails, voir Fiche technique et Distribution.
Maman, j'ai encore raté l'avion ! (Home Alone 2: Lost in New York), également titré Maman j'ai encore raté l'avion... et je suis perdu dans New York, est un film de Noël américain réalisé par Chris Columbus, sorti en 1992.
C’est la suite du film Maman, j'ai raté l'avion !, du même réalisateur, sorti deux ans plus tôt.

## Synopsis
La famille McCallister s'apprête à passer ses vacances de Noël à Miami, en Floride. Kate et Peter McCallister font bien attention à ne pas oublier leur fils Kevin, cette fois. Cependant, à l'aéroport, celui-ci se trompe d'avion et s'embarque par mégarde pour New York en suivant un autre individu qui portait les mêmes vêtements que son père. Toutefois, grâce à la carte de crédit de son père, il visite la ville et séjourne au luxueux palace Plaza Hotel, situé en face de Central Park.
Mais les deux cambrioleurs du premier film, Harry et Marvin, se sont évadés de prison et tombent par pur hasard une fois de plus sur le jeune garçon. Rancuniers, Harry et Marvin poursuivent le jeune Kevin. Ce dernier entreprend alors, seul dans New York, de faire échouer le nouveau projet des casseurs flotteurs, renommés « les casseurs poisseux », qui est de braquer un magasin de jouets.

## Fiche technique
Sauf indication contraire, les informations mentionnées dans cette section peuvent être confirmées par les bases de données cinématographiques IMDb et Allociné,  présentes dans la section « Liens externes ».
- Titre original : Home Alone 2: Lost in New York
- Titre français : Maman, j'ai encore raté l'avion ![N 1]
- Titre québécois : Maman, j'ai encore raté l'avion...[N 2]
- Réalisation : Chris Columbus
- Scénario : John Hughes
- Musique : John Williams
- Direction artistique : Gary A. Lee
- Décors : Sandy Veneziano
- Costumes : Jay Hurley
- Photographie : Julio Macat
- Son : James R. Alexander, Chris Carpenter, Kevin E. Carpenter, Rick Hart, Peter Ilardi
- Montage : Raja Gosnell
- Production : John Hughes
  - Production déléguée : Duncan Henderson, Mark Radcliffe et Richard Vane
- Sociétés de production : Hughes Entertainment, présenté par Twentieth Century Fox
- Société de distribution : Twentieth Century Fox
- Budget : 20 millions de $[1],[2] ; 28 millions de $ (estimation)[3] ; 34 millions de $[4]
- Pays de production :  États-Unis
- Langues originales : anglais, français, espagnol, latin
- Format : couleur (DeLuxe) — 35 mm — 1,85:1 (Panavision) — son Dolby stéréo
- Genre : comédie, aventure, policier
- Durée : 120 minutes
- Dates de sortie[5] :
  - États-Unis : 20 novembre 1992
  - France : 16 décembre 1992
- Classification :
  - États-Unis : des scènes peuvent heurter les enfants - accord parental souhaitable (PG - Parental Guidance Suggested)[N 3]
  - France : tous publics (conseillé à partir de 8 ans)[6],[7]

## Distribution
- Macaulay Culkin (VF : Boris Roatta) : Kevin McCallister
- Joe Pesci (VF : Patrice Melennec) : Harry Lime
- Daniel Stern (VF : Michel Mella) : Marvin Merchants
- John Heard (VF : Claude Rollet) : Peter McCallister
- Catherine O'Hara (VF : Marie-Brigitte Andreï) : Kate McCallister
- Brenda Fricker (VF : Jeanine Forney) : la dame aux pigeons
- Eddie Bracken (VF : Bernard Dhéran) : Monsieur Duncan
- Tim Curry (VF : Gérard Rinaldi) : M. Hector, le concierge du palace
- Rob Schneider (VF : Denis Laustriat) : Cedric, le porteur du palace
- Dana Ivey (VF : Colette Venhard) : Madame Stone, la réceptionniste du palace
- Gerry Bamman (VF : Serge Lhorca) : Frank McCallister
- Hillary Wolf (VF : Sylvie Jacob) : Megan McCallister
- Terrie Snell (it) (VF : Danielle Dinan) : Leslie McCallister
- Devin Ratray (VF : Alexandre Gillet) : Buzz McCallister
- Kieran Culkin (VF : Dimitri Rougeul) : Fuller McCallister
- Fred Krause (VF : Teddy Bilis) : Cliff, le vieux vigile du palace
- Leigh Zimmerman (en) : la femme blonde qui frappe Marvin dans les rues de New York
- Mario Todisco (VF : Georges Atlas) : le chauffeur de Taxi balafré
- Ralph Foody (VF : Raymond Loyer) : Johnny, personnage du film Angels with Filthy Souls
- Chris Columbus : L'homme avec sa fille dans le magasin de jouets
- Donald Trump[8] : lui-même, le propriétaire du Plaza Hotel

## Musique

### Musique originale
Albums de John Williams
Horizons lointains
(1992) Jurassic Park
(1993)
Bandes originales de Home Alone
Maman, j'ai raté l'avion
(1990) Maman, je m'occupe des méchants !
(1997)
La musique originale est composée par John Williams.
Liste des titres
1. Somewhere in My Memory (3:49)
2. Home Alone (2:01)
3. We Overslept Again (2:46)
4. Christmas Star (3:18)
5. Arrival in New York (1:41)
6. Plaza Hotel and Duncan's Toy Store (3:45)
7. Concierge and Race to the Room (2:04)
8. Star of Bethlehem (3:28)
9. The Thieves Return (4:35)
10. Appearance of Pigeon Lady (3:19)
11. Christmas at Carnegie Hall (O Come All Ye Faithful / O Little Town of Bethlehem / Silent Night) (5:02)
12. Into the Park (3:49)
13. Haunted Brownstone (3:01)
14. Christmas Star and Preparing the Trap (4:17)
15. To the Plaza Presto (3:22)
16. Reunion at Rockefeller Center (2:36)
17. Kevin's Booby Traps (3:41)
18. Finale (3:55)
19. Merry Christmas, Merry Christmas (2:51)

## Accueil

### Accueil critique
Aux États-Unis, le film a reçu un accueil critique mitigé :
- Sur Internet Movie Database, il obtient un score de 6,8⁄10 sur la base de 289 481 critiques[9].
- Sur Rotten Tomatoes, il a recueilli 33 % de critiques positives, avec une moyenne de 4,02⁄10 sur la base de 18 critiques positives et 36 négatives[10].

En France, le film a reçu des critiques positives. Sur Allociné, il obtient une moyenne de 3,0⁄5 sur la base 242 critiques de la part des spectateurs.

## Distinctions
Source : Internet Movie Database

### Récompenses
- BMI Film and TV Awards 1993 : BMI Film Music Award pour John Williams.
- Golden Screen 1993 : Golden Screen pour les films ayant totalisé 3 millions d'entrées en 18 mois.
- People's Choice Awards 1993 :  People's Choice Award du film de comédie préférée.

### Nominations
- American Comedy Awards 1993 : acteur de second rôle le plus drôle dans un film pour Joe Pesci.
- Kids' Choice Awards 1993 : acteur de cinéma préféré pour Macaulay Culkin.
- Young Artist Awards 1994 : meilleure jeune actrice dans un film de comédie pour Senta Moses Mikan.

## Éditions en vidéo
En France, le film est sorti en DVD le 9 décembre 2000.
Le Blu-ray, du film est sorti le 15 décembre 2013, puis ressorti sous ce même format numérique le 17 avril 2024.

## Autour du film

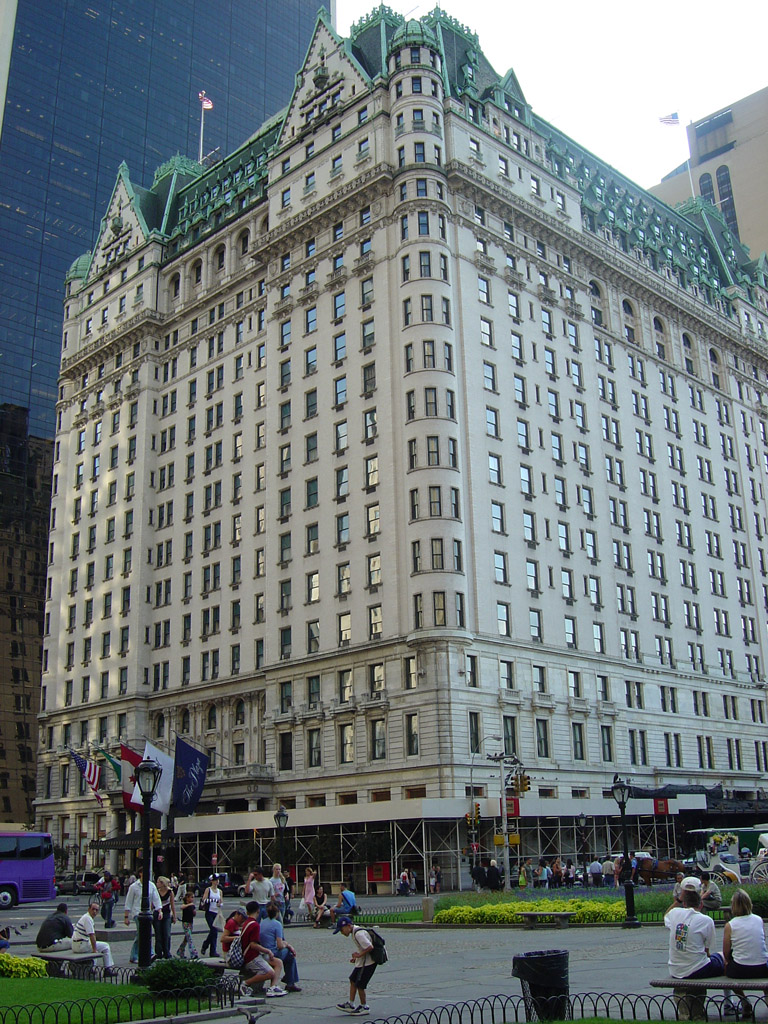
Le Plaza Hotel de New York.

- Pour cette suite Macaulay Culkin, alors âgé de douze ans, reçoit un cachet de huit millions de dollars, à l'époque un record absolu pour un enfant de son âge.
- Lorsque Kevin débarque au Plaza Hotel, il demande à un homme croisé dans le hall où se trouve la réception. Cet homme n'est autre que Donald Trump, futur président des États-Unis, à cette époque, le propriétaire de l'hôtel qui avait accepté que le film soit tourné là bas à condition d'y faire un caméo.
- Le coffre à jouet de Duncan n'existe pas à New York. Le magasin a été créé au rez-de-chaussée du Rookery Building de Chicago.
- Lorsque Kevin discute avec son voisin passager dans l'avion, celui-ci est en réalité un touriste français ne parlant pas un mot d'anglais. En VF, pour conserver l'humour de cette scène, ce touriste est espagnol.
- Dans leur chambre d’hôtel à Miami, les McCallister regardent, sans le comprendre, un programme en espagnol. La Floride faisant partie des États-Unis, il n’y a pas de raison qu’ils ne puissent regarder que des chaînes diffusant des programmes en espagnol. Cette scène est donc là pour faire écho à une scène similaire du premier opus où toute la famille, à Paris, regarde confuse un programme en français.
- Tout comme dans le précédent opus, le film Angels with Filthy Souls que regarde Kevin n'est pas un vrai film : de nouvelles images avec Ralph Foody (en) ont été tournées spécialement pour le film, toujours en parodiant Les Anges aux figures sales (Angels with Dirty Faces) de Michael Curtiz avec James Cagney.